# Rubus originalis
Rubus originalis es una especie de planta del género Rubus, perteneciente a la familia Rosaceae.

## Taxonomía
Rubus originalis fue descrita por Liberty Hyde Bailey en 1945.

## Distribución
Se encuentra en el territorio de Maryland, Nueva Jersey, Carolina del Norte y Virginia Occidental.